# 5799 Brewington
5799 Brewington eller 1980 TG4 är en asteroid i huvudbältet som upptäcktes den 9 oktober 1980 av den amerikanska astronomen Carolyn S. Shoemaker vid Palomar-observatoriet. Den är uppkallad efter astronomen Howard J. Brewington.
Asteroiden har en diameter på ungefär 5 kilometer.